# Kreis Bleckede
| Basisdaten                                        | Basisdaten          |
| ------------------------------------------------- | ------------------- |
| Preußische Provinz                                | Hannover            |
| Regierungsbezirk                                  | Lüneburg            |
| Kreisstadt:                                       | Bleckede            |
| Bestandszeitraum                                  | 1885–1932           |
| Fläche                                            | 576,76 km²          |
| Einwohner                                         | 19.654 (1925)       |
| Bevölkerungsdichte                                | 34 Einw./km² (1925) |
| Gemeinden                                         | 99 (1910) 67 (1932) |
| Lage des Kreises Bleckede in der Provinz Hannover |                     |
| Lage vom Kreis Bleckede                           |                     |

Der Kreis Bleckede war ein Landkreis in der preußischen Provinz Hannover.

## Geschichte
Nach der Annexion des Königreichs Hannover 1867 durch Preußen wurde am 1. April 1885 aus den alten hannoverschen Ämtern Bleckede und Neuhaus der Kreis Bleckede gebildet. Verwaltungssitz war die Stadt Bleckede. Am 1. Oktober 1932 wurde der Kreis Bleckede aufgelöst und in den Landkreis Lüneburg eingegliedert.

## Landräte
1885–1886 August von Harling
1886–1887 Friedrich Wilhelm von Rohr (kommissarisch)
1887–1890 Günther von Hertzberg (1855–1937)
1890–1899 Gustav Schneider (1857–1931)
1899–1912 Hugo Müller-Otfried
1912–1918 Carl von Brandenstein (1875–1946)
1918–1925 Hugo Müller-Otfried
1925–1932 Otto von der Schulenburg

## Städte und Gemeinden
Die folgende Liste enthält alle Städte und Gemeinden, die dem Landkreis Bleckede angehörten. Die mit 1) gekennzeichneten Gemeinden wurden 1928/29 in größere Nachbargemeinden eingegliedert.
|  | Ahndorf Banke1) Banratz1) Barskamp Bitter Bleckede, Stadt Bockelkathen1) Bohnenburg Boitze Brackede Breese am Seißelberge1) Breetze Bruchdorf1) Buendorf1) Carrenzien1) Dahlem Dahlenburg Darchau Dellien Dübbekold Eichdorf1) | Eimstorf Ellringen Garge Garlstorf Garze Gienau Göddingen Gosewerder1) Groß Rassau1) Gülstorf1) Gutitz1) Haar Harmstorf Herrenhof Horndorf Jürgenstorf Kaarßen Karze Katemin Klein Rassau1) Kleinburg1) | Köhlingen1) Kolepant1) Konau Köstorf Kovahl Krusendorf Laake Laave Lemgrabe Lüben1) Lüdersburg Moislingen1) Mücklingen Nahrendorf Neetze Neetzendorf Neuhaus an der Elbe Nieperfitz1) Nindorf1) Oldendorf an der Göhrde Pinnau | Pommau I1) Pommau II1) Pommoißel Popelau1) Preten Prilipp1) Privelack Quickborn1) Radegast Raffatz1) Rassau Reeßeln1) Rosenthal Rosien Seedorf Stapel Stiepelse Stixe Strachau-Vergünne Sückau Sumte | Süttorf Tosterglope Tripkau Ventschau Viehle Vindorf1) Vockfey Vogelsang1) von Estorff’scher Acker1) Vorbleckede1) Walmsburg1) Wehningen1) Wendewisch Wendischbleckede1) Wendischthun Wilkenstorf Zeetze |

Bis zu ihrer Auflösung in den 1920er Jahren bestanden im Kreis Bleckede außerdem mehrere Gutsbezirke und Forstbezirke.